# Alexander 5. af Makedonien
Alexander 5. (? – 294 f.Kr.) var konge af Makedonien 297 f.Kr. til 294 f.Kr.
Alexander var søn af kong Kassander og dronning Thesssalonika, en halvsøster til Alexander den Store. Ved den ældre broders død i 297 f.Kr. efterfulgte Alexander ham på den makedonske trone sammen med broderen Antipater 2.. Antipater myrdede deres moder og tilsidesatte Alexander, der søgte hjælp hos nabokongerne Pyrrhos af Epiros og Demetrios 1. Poliorketes. Men da Demetrios havde skabt orden i de makedonske forhold myrdede han Alexander og besteg selv den makedonske trone.